# Actenicerus siaelandicus
Actenicerus siaelandicus là một loài bọ cánh cứng trong họ Elateridae, phân họ Dendrometrinae. Loài này được Müller miêu tả khoa học năm 1764. Chúng có mặt ở khắp châu Âu, phía đông miền Cổ bắc và trong miền Tân bắc. Con trưởng thành dài đến 10–17 milimét (0,39–0,67 in) và hầu hết giao phối từ tháng 5 đến tháng 8, trong các đồng cỏ, đầm lầy và vũng lầy. Cây chúng làm tổ là các loài Carex. Toàn thân loài có màu nâu đồng hoặc nâu nhạt-tía với các đốm xám.

## Hình ảnh

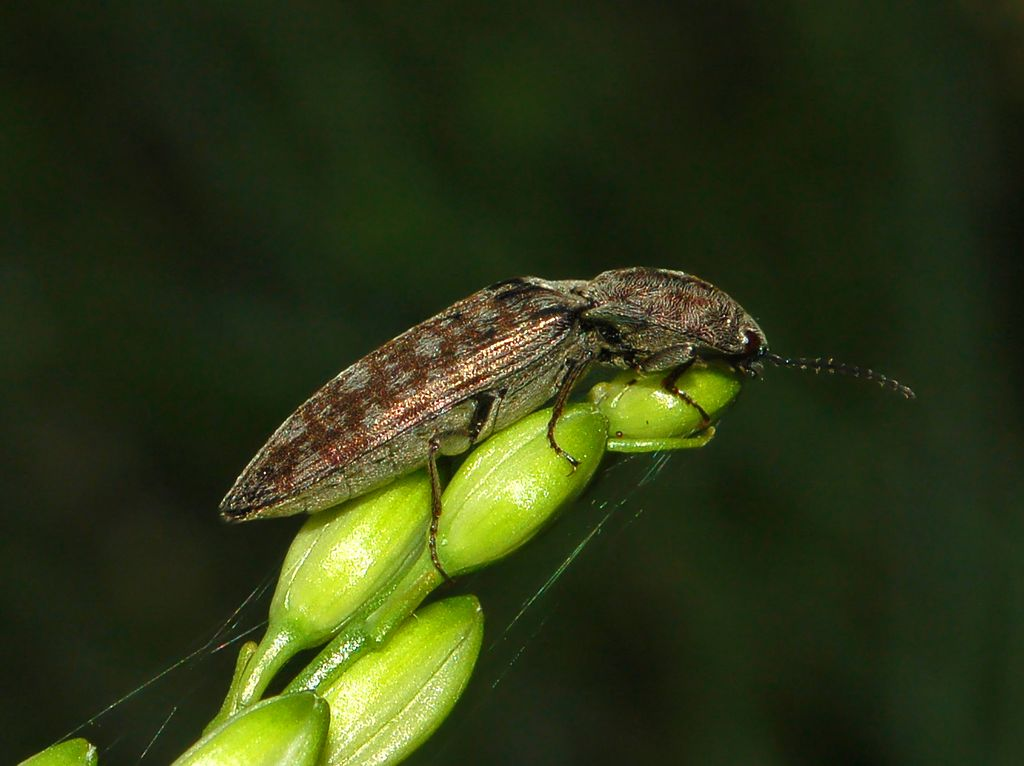